# Wolni Holendrzy
Wolni Holendrzy – osadnicy obejmujący w XVI i XVII w. grunty rolne w Prusach Książęcych na prawie emfiteuzy, w większości pochodzący z Holandii. Duża część z nich to mennonici, osiedlający się w protestanckich Prusach, które w tym czasie stanowiły swoisty azyl dla różnych grup, prześladowanych ze względów religijnych (podobnie z Królestwa Polskiego osiedlali się bracia polscy). 
Wolni Holendrzy osiedlający się w ramach osadnictwa na prawie holenderskim nie byli zobowiązani do szarwarku. Płacili jedynie czynsz.